# Керделинський сільський округ
Кердели́нський сільський округ (каз. Керделі ауылдық округі, рос. Керделинский сельский округ) — адміністративна одиниця у складі Шиєлійського району Кизилординської області Казахстану. Адміністративний центр та єдиний населений пункт — село імені Нартая Бекежанова.
Населення — 2777 осіб (2021; 2776 у 2009, 2457 у 1999, 2275 у 1989).
Станом на 1989 рік існувала Керделинська сільська рада (села Жиделі-Арик, Комунізм). Пізніше село Жиделіарик утворило окремий Жиделіарицький сільський округ.